# Banned from the Bible 2
Banned from the Bible 2 is het vervolg op de serie Banned from the Bible uit 2003. De eerste aflevering werd uitgezonden op 8 april 2007.

## Behandelde boeken
De elf werken die in Banned from the Bible 2 besproken worden zijn:
- Testament van Salomo
- Zohar (Het Boek van pracht)
- Alfabet van Sirach
- Jozef en Aseneth
- Septuagint
- Bel en de draak
- Handelingen van Petrus
- Handelingen van Paulus en Thekla
- Mar Saba brief en het Geheime Marcusevangelie
- Evangelie naar Judas